# Петрова Вес
Петрова Вес (словац. Petrova Ves) — село, громада округу Скаліца, Трнавський край. Кадастрова площа громади — 14.63 км².
Населення 1096 осіб (станом на 31 грудня 2020 року). 

## Географія
Поруч протікають Унінський потік; Миявська Рудава і Бродський канал.

## Історія
Петрова Вес згадується 1392 року.

## Населення
| Рік:            | 1994. | 2004.   | 2014.   | 2024.   |
| --------------- | ----- | ------- | ------- | ------- |
| Кількість осіб: | 994   | 1003    | 1093    | 1082    |
| Різниця:        |       | +0,90 % | +8,97 % | -1,00 % |

| Рік:            | 2023. | 2024.   |
| --------------- | ----- | ------- |
| Кількість осіб: | 1075  | 1082    |
| Різниця:        |       | +0,65 % |